# بندر بن سعود بن عبد العزيز آل سعود
الأمير بندر بن سعود بن عبد العزيز آل سعود (17 جمادى الآخرة 1344 هـ / 2 يناير 1926 - 8 جمادى الآخرة 1437 هـ / 17 مارس 2016) وهو الابن الثامن من أبناء الملك سعود، ولد في مدينة الرياض عام 1926 وتحديدًا في اليوم الذي دخلت به مدينة القنفذة تحت حكم جده الملك عبد العزيز آل سعود.

## حياته
ولد الأمير بندر بن سعود بن عبد العزيز آل سعود في مدينة الرياض في 2 يناير عام 1926 ونشأ تحت رعاية والده الملك سعود بن عبد العزيز آل سعود ووالدته جوارية بنت ماضي السديري ودرس في مدرسة الأمراء ودرس في مدارس أخرى في الرياض ثم تخرج من المتوسطة في عام 1364 هـ ثم تخرج من الثانوية في عام 1368 هـ ثم درس الجامعة في تركيا ثم تخرج من الجامعة في عام 1371 هـ.

## مناصبه الحكومية
عاد الأمير بندر بن سعود إلى المملكة العربية السعودية في مطلع عام 1371 هـ فعينه والده عندما كان وليًا للعهد موظفًا في وزارة الداخلية وكان ذلك سنة 1372 هـ وخلال عمله ترك بصمات لإنجازات قام بها ثم بعد ذلك بسنوات أمر عمه ولي العهد الملك فيصل (الأمير آنذاك) في عام 1376 هـ الموافق 1956 بأن يكون مستشارًا في مكتب وزير الداخلية وبقي في هذا المنصب إلى عام 1401 هـ عندما تقاعد عن العمل.

## أسرته
لدى الأمير بندر بن سعود بن عبد العزيز آل سعود شقيق واحد و هو الأمير مساعد بن سعود بن عبد العزيز آل سعود.
تزوج الأمير بندر بن سعود بن عبد العزيز آل سعود من الأميرة منيرة بنت ذعار بن تركي بن عبد العزيز بن عبد الله وله من الأبناء :
- الأمير فيصل بن بندر بن سعود بن عبد العزيز آل سعود.
- الأميرة نورة بنت بندر بن سعود بن عبد العزيز آل سعود. متزوجة من الأمير خالد بن تركي الثاني بن عبد العزيز آل سعود.
- الأميرة جوزاء بنت بندر بن سعود بن عبد العزيز آل سعود. متزوجة من الأمير خالد بن عبد الله بن محمد بن عبد الله بن جلوي آل سعود سعود ولها من الأبناء الأميرة سارة، الأمير فيصل (متزوج من الأميرة سارة بنت سعود بن فهد بن عبد العزيز آل سعود وله من الأبناء الأميرة مضاوي، والأمير خالد)، الأميرة هيفاء، الأميرة نورة، والأمير سعود.

## وفاته
توفي الأمير بندر بن سعود بن عبد العزيز آل سعود صباح يوم الخميس 8 جمادى الآخرة 1437 هـ الموافق 17 مارس 2016 عن عمر ناهز 90 سنة.